# Vaccinium minuticalcaratum
Vaccinium minuticalcaratum är en ljungväxtart som beskrevs av J. J.Smith. Vaccinium minuticalcaratum ingår i Blåbärssläktet, och familjen ljungväxter.

## Underarter
Arten delas in i följande underarter:
- V. m. glabrum
- V. m. magnibracteatum